# Quân hàm quân đội Liên Xô 1955-1991
Cấp bậc và cấp hiệu Lực lượng Vũ trang Liên Xô từ năm 1955 đến năm 1991 được phân biệt bằng việc tái tổ chức Lực lượng Vũ trang Liên Xô sau cái chết của Stalin, dẫn đến những thay đổi về cấp bậc, cấp hiệu và quân phục.

## Thay đổi cấp hiệu

### Nền cấp hiệu đeo vai
Vào tháng 12 năm 1956 đường viền màu cấp hiệu đeo vai sĩ quan đã được thay đổi. Màu nâu quế được sử dụng thay cho màu đỏ tía mà các chỉ huy và sĩ quan chỉ huy thường mặc trước đây. Tất cả các sĩ quan khác và các cấp bậc khác đều mặc màu quân đoàn như sau:
- Bộ binh cơ giới và cơ giới hóa – đỏ
- Pháo binh và Thiết giáp – đen, đỏ
- Không quân và Hàng không – Xanh biếc
- Kỹ thuật các loại và hải quân – đen

Việc đánh số trung đoàn hệ thống năm 1943 đã bị loại bỏ hoàn toàn.

### Hạ sĩ quan, binh lính

#### Lục quân và không quân
| Cấp hiệu                                    | Chuẩn úy                                | Chuẩn úy               | Hạ sĩ quan         | Hạ sĩ quan         | Hạ sĩ quan                        | Hạ sĩ quan       | Hạ sĩ quan                        | Binh sĩ           | Binh sĩ          | Binh sĩ |
| ------------------------------------------- | --------------------------------------- | ---------------------- | ------------------ | ------------------ | --------------------------------- | ---------------- | --------------------------------- | ----------------- | ---------------- | ------- |
| Cấp hiệu đeo vai (Bộ binh cơ giới)          |                                         |                        |                    |                    |                                   |                  |                                   |                   |                  |         |
| Cấp hiệu đeo vai (Không quân và hàng không) |                                         |                        |                    |                    |                                   |                  |                                   |                   |                  |         |
|                                             | (ban hành 1981)                         | (ban hành 1971)        | (từ 1964)          | (tới 1963)         |                                   |                  |                                   |                   |                  |         |
|                                             | Ста́рший пра́порщик Stárshiy práporshchik | Пра́порщик Práporshchyk | Старшина́ Starshyná | Старшина́ Starshyná | Ста́рший сержа́нт Stárshiy serzhánt | Сержа́нт Serzhánt | Мла́дший сержа́нт Mládshiy serzhánt | Ефре́йтор Efréĭtor | Рядово́й Ryadovóy |         |
|                                             |                                         |                        |                    |                    |                                   |                  |                                   |                   |                  |         |
| Dịch                                        | Chuẩn úy bậc 1                          | Chuẩn úy bậc 2         | Thượng sĩ nhất     | Thượng sĩ nhất     | Thượng sĩ                         | Trung sĩ         | Hạ sĩ                             | Binh nhất         | Binh nhì         |         |

Màu sắc theo loại quân binh chủng:
- bộ binh cơ giới – đỏ (đỏ tươi);
- pháo binh, tên lửa, tăng thiết giáp, công binh, xây dựng, ô tô, đường sắt, thông tin, phóng xạ, hóa học và sinh học – đen;
- không quân và hàng không – xanh dương;
- an ninh nhà nước (KGB) – xanh đậm, thay vì chữ "СА" (Советская Армия - Quân đội Liên Xô) bằng chữ "ГБ" (Государственная Безопасность – An ninh Nhà nước);
- nội vụ (quân nội vụ) – màu đỏ thẫm, thay vì chữ "СА" (Советская Армия - Quân đội Liên Xô) bằng chữ "ВВ" (Внутренние Войска - Quân Nội vụ);
- biên phòng – xanh lục, thay vì chữ "СА" (Советская Армия - Quân đội Liên Xô) bằng chữ "ПВ" (Пограничные Войска - Quân biên phòng).

#### Hải quân, phòng thủ duyên hải và bộ chỉ huy bờ biển khác
| Cấp hiệu                                  | Chuẩn úy                                | Chuẩn úy               | Hạ sĩ quan                                              | Hạ sĩ quan                                              | Hạ sĩ quan                        | Hạ sĩ quan                           | Hạ sĩ quan                           | Binh sĩ                         | Binh sĩ       | Binh sĩ |
| ----------------------------------------- | --------------------------------------- | ---------------------- | ------------------------------------------------------- | ------------------------------------------------------- | --------------------------------- | ------------------------------------ | ------------------------------------ | ------------------------------- | ------------- | ------- |
| Cấp hiệu đeo vai                          |                                         |                        |                                                         |                                                         |                                   |                                      |                                      |                                 |               |         |
|                                           | (ban hành 1981)                         | (ban hành 1971)        | (từ 1964)                                               | (tới 1963)                                              |                                   |                                      |                                      |                                 |               |         |
|                                           | Старший мичман Starshy michman          | Мичман Michman         | Главный корабельный старшина Glavny korabelny starshina | Главный корабельный старшина Glavny korabelny starshina | Главный старшина Glavny starshina | Старшина 1 статьи Starshina 1 statie | Старшина 2 статьи Starshina 2 statie | Старший матрос Starshina matros | Матрос Matros |         |
|                                           |                                         |                        | (Michman đến 1971)                                      |                                                         |                                   |                                      |                                      |                                 |               |         |
|                                           |                                         |                        |                                                         |                                                         |                                   |                                      |                                      |                                 |               |         |
| Phòng thủ duyên hải và bộ chỉ huy bờ biển | Ста́рший пра́порщик Stárshiy práporshchik | Пра́порщик Práporshchyk | Старшина́ Starshyná                                      | Старшина́ Starshyná                                      | Ста́рший сержа́нт Stárshiy serzhánt | Сержа́нт Serzhánt                     | Мла́дший сержа́нт Mládshiy serzhánt    | Старший матрос Starshina matros | Матрос Matros |         |
|                                           |                                         |                        |                                                         |                                                         |                                   |                                      |                                      |                                 |               |         |
| Tương đương                               | Chuẩn úy bậc 1                          | Chuẩn úy bậc 2         | Thượng sĩ nhất                                          | Thượng sĩ nhất                                          | Thượng sĩ                         | Trung sĩ                             | Hạ sĩ                                | Binh nhất                       | Binh nhì      |         |

### Mã viết tắt từ năm 1972
- Dấu chữ "СА" trên cấp hiệu đeo ở vai áo là từ viết tắt của Советская Аpмия (Sovetskaya Armiya) và là biểu tượng gắn liền với Quân đội Liên Xô.
- Dấu chữ cái trên cấp hiệu đeo ở vai áo Hải quân Liên Xô biểu tượng cho hạm đội hoặc bộ chỉ huy hải quân tương ứng.[3]
  - Ф – Hạm đội (tiếng Nga: Флот, đã Latinh hoá: Flot), quân nhân Hải quân nói chung
  - БФ – Hạm đội Baltic (tiếng Nga: Балтийский Флот, đã Latinh hoá: Baltiski flot)
  - ЧМ – Hạm đội Biển Đen (tiếng Nga: Черноморский Флот, đã Latinh hoá: Chernomorski flot)
  - СФ – Hạm đội Phương Bắc (tiếng Nga: Северный Флот, đã Latinh hoá: Severny flot)
  - ТФ – Hạm đội Thái Bình Dương (tiếng Nga: Тихоокеанский Флот, đã Latinh hoá: Tikhookeanski flot)
- Dấu chữ viết tắt khác
  - ВВ – (tiếng Nga: Внутренние Войска, đã Latinh hoá: Vnutrennie voiska) – Quân Nội vụ
  - ВМУ – (tiếng Nga: Военно-музыкальное Училище, đã Latinh hoá: Voyenno-musykalnoye Utchilishche) – học viên quân nhạc hoặc các ban quân nhạc
- ВС – (tiếng Nga: Вооружённые Силы, đã Latinh hoá: Voorushonnye Sily) – Lực lượng vũ trang (Quân đội Liên Xô, sau này là Lực lượng vũ trang Liên Xô)
- ГБ – (tiếng Nga: Госуда́рственной Безопа́сности, đã Latinh hoá: Gosudarstvennoy Bezopasnosti) – Ủy ban An ninh Nhà nước (KGB)
- К – (tiếng Nga: Курсант, đã Latinh hoá: Kursant) – học viên Học viện sĩ quan cao cấp
- Н – (tiếng Nga: Нахимовец, đã Latinh hoá: Nakhimovez) – học viên  Học viên Hải quân Nakhimov
- ПВ – (tiếng Nga: Пограничные войска, đã Latinh hoá: Pogranitshnye voiska) – Quân biên phòng
- СШ – (tiếng Nga: Cпециальная школа, đã Latinh hoá: Spezialnaya shkola) – học viện đặc biệt
- СВУ – (tiếng Nga: Суворовец, đã Latinh hoá: Suvorovez) – học viên Học viện Quân sự Suvorov

### Sĩ quan quân đội (tất cả các binh chủng)
| Rank group                  | Sĩ quan cấp tướng                                 | Sĩ quan cấp tướng           | Sĩ quan cấp tướng           | Sĩ quan cấp tướng                   | Sĩ quan cấp tướng                   | Sĩ quan cấp tướng           | Sĩ quan cấp tá      | Sĩ quan cấp tá            | Sĩ quan cấp tá | Sĩ quan cấp úy  | Sĩ quan cấp úy                       | Sĩ quan cấp úy      | Sĩ quan cấp úy                       | Học viên sĩ quan |
| --------------------------- | ------------------------------------------------- | --------------------------- | --------------------------- | ----------------------------------- | ----------------------------------- | --------------------------- | ------------------- | ------------------------- | -------------- | --------------- | ------------------------------------ | ------------------- | ------------------------------------ | ---------------- |
| Cấp hiệu ở vai (Lục quân)   |                                                   |                             |                             |                                     |                                     |                             |                     |                           |                |                 |                                      |                     |                                      |                  |
| Cấp hiệu ở vai (Không quân) |                                                   |                             |                             |                                     |                                     |                             |                     |                           |                |                 |                                      |                     |                                      |                  |
|                             |                                                   | (từ 1974)                   | (tới 1974)                  |                                     |                                     |                             |                     |                           |                |                 |                                      |                     |                                      |                  |
|                             | Маршал советского союза Márshal sovetskogo soyuza | Генера́л а́рмии Generál ármii | Генера́л а́рмии Generál ármii | Генера́л-полко́вник Generál-polkóvnik | Генера́л-лейтена́нт Generál-leytenánt | Генера́л-майо́р Generál-mayór | Полко́вник Polkóvnik | Подполко́вник Podpolkóvnik | Майо́р Majór    | Kапита́н Kapitán | Старший лейтена́нт Stárshiy leytenánt | Лейтенант Leytenant | Mла́дший лейтена́нт Mládshiy leytenánt | Курсант Kursant  |
|                             |                                                   |                             |                             |                                     |                                     |                             |                     |                           |                |                 |                                      |                     |                                      |                  |
| Tương đương                 | Nguyên soái Liên Xô                               | Đại tướng                   | Đại tướng                   | Thượng tướng                        | Trung tướng                         | Thiếu tướng                 | Đại tá              | Trung tá                  | Thiếu tá       | Đại úy          | Thượng úy                            | Trung úy            | Thiếu úy                             | Học viên         |

### Sĩ quan Hải quân (tất cả các binh chủng)
| Rank group                                 | Sĩ quan cấp tướng                                               | Sĩ quan cấp tướng           | Sĩ quan cấp tướng           | Sĩ quan cấp tướng                   | Sĩ quan cấp tướng                   | Sĩ quan cấp tướng            | Sĩ quan cấp tá                        | Sĩ quan cấp tá                        | Sĩ quan cấp tá                        | Sĩ quan cấp úy                      | Sĩ quan cấp úy                       | Sĩ quan cấp úy      | Sĩ quan cấp úy                       | Học viên sĩ quan |
| ------------------------------------------ | --------------------------------------------------------------- | --------------------------- | --------------------------- | ----------------------------------- | ----------------------------------- | ---------------------------- | ------------------------------------- | ------------------------------------- | ------------------------------------- | ----------------------------------- | ------------------------------------ | ------------------- | ------------------------------------ | ---------------- |
| Cấp hiệu ở vai                             |                                                                 |                             |                             |                                     |                                     |                              |                                       |                                       |                                       |                                     |                                      |                     |                                      |                  |
|                                            |                                                                 | (từ 1974)                   | (tói 1974)                  |                                     |                                     |                              |                                       |                                       |                                       |                                     |                                      |                     |                                      |                  |
| Cấp hiệu ở tay                             |                                                                 |                             |                             |                                     |                                     |                              |                                       |                                       |                                       |                                     |                                      |                     |                                      |                  |
|                                            | Адмирал флота советского союза Admiral flota sovietskogo soyuza | Адмирал флота Admiral flota | Адмирал флота Admiral flota | Адмирал Admiral                     | Вице-адмирал Vitse-admiral          | Контр-адмирал Contre-admiral | Капитан 1-го ранга Kapitan 1-go ranga | Капитан 2-го ранга Kapitan 2-go ranga | Капитан 3-го ранга Kapitan 3-go ranga | Капитан-лейтенант Kapitan-leytenant | Старший лейтенант Starshey leytenant | Лейтенант Leytenant | Младший лейтенант Mladshiy leytenant | Курсант Kursant  |
|                                            |                                                                 |                             |                             |                                     |                                     |                              |                                       |                                       |                                       |                                     |                                      |                     |                                      |                  |
| Binh chủng Duyên hải & bộ chỉ huy ven biển |                                                                 |                             |                             | Генера́л-полко́вник Generál-polkóvnik | Генера́л-лейтена́нт Generál-leytenánt | Генера́л-майо́р Generál-mayór  | Полко́вник Polkóvnik                   | Подполко́вник Podpolkóvnik             | Майо́р Majór                           | Kапита́н Kapitán                     | Старший лейтена́нт Stárshiy leytenánt | Лейтенант Leytenant | Mла́дший лейтена́нт Mládshiy leytenánt | Курсант Kursant  |
|                                            |                                                                 |                             |                             |                                     |                                     |                              |                                       |                                       |                                       |                                     |                                      |                     |                                      |                  |
| Tương đương                                | Đô đốc Hải quân                                                 | Đô đốc Hạm đội              | Đô đốc Hạm đội              | Đô đốc                              | Phó Đô đốc                          | Chuẩn Đô đốc                 | Đại tá                                | Trung tá                              | Thiếu tá                              | Đại úy                              | Thượng úy                            | Trung úy            | Thiếu úy                             | Học viên         |

### Cấp tướng
| Cấp Nguyên soái và Tổng tư lệnh Quân đội Liên Xô | Cấp Nguyên soái và Tổng tư lệnh Quân đội Liên Xô | Cấp Nguyên soái và Tổng tư lệnh Quân đội Liên Xô | Cấp Nguyên soái và Tổng tư lệnh Quân đội Liên Xô | Cấp Nguyên soái và Tổng tư lệnh Quân đội Liên Xô | Cấp Nguyên soái và Tổng tư lệnh Quân đội Liên Xô | Cấp Nguyên soái và Tổng tư lệnh Quân đội Liên Xô | Cấp Nguyên soái và Tổng tư lệnh Quân đội Liên Xô | Cấp Nguyên soái và Tổng tư lệnh Quân đội Liên Xô | Cấp Nguyên soái và Tổng tư lệnh Quân đội Liên Xô | Cấp Nguyên soái và Tổng tư lệnh Quân đội Liên Xô | Cấp Nguyên soái và Tổng tư lệnh Quân đội Liên Xô | Cấp Nguyên soái và Tổng tư lệnh Quân đội Liên Xô | Cấp Nguyên soái và Tổng tư lệnh Quân đội Liên Xô | Cấp Nguyên soái và Tổng tư lệnh Quân đội Liên Xô |
| ------------------------------------------------ | ------------------------------------------------ | ------------------------------------------------ | ------------------------------------------------ | ------------------------------------------------ | ------------------------------------------------ | ------------------------------------------------ | ------------------------------------------------ | ------------------------------------------------ | ------------------------------------------------ | ------------------------------------------------ | ------------------------------------------------ | ------------------------------------------------ | ------------------------------------------------ | ------------------------------------------------ |
| Cấp hiệu ở vai đến quân phục                     |                                                  |                                                  |                                                  |                                                  |                                                  |                                                  |                                                  |                                                  |                                                  |                                                  |                                                  |                                                  |                                                  |                                                  |
| Cấp bổ nhiệm                                     | Nguyên soái Binh chủng                           | Nguyên soái Binh chủng                           | Nguyên soái Binh chủng                           | Nguyên soái Binh chủng                           | Nguyên soái Binh chủng                           | Tư lệnh Binh chủng                               | Tư lệnh Binh chủng                               | Tư lệnh Binh chủng                               | Tư lệnh Binh chủng                               | Tư lệnh Binh chủng                               | Nguyên soái Liên Xô                              |                                                  |                                                  |                                                  |
| Tổng tư lệnh Hải quân                            |                                                  |                                                  |                                                  |                                                  |                                                  |                                                  |                                                  |                                                  |                                                  |                                                  |                                                  |                                                  |                                                  |                                                  |
| Cấp hiệu ở vai đến quân phục                     | —                                                | —                                                | —                                                | —                                                | —                                                | —                                                | —                                                | —                                                | —                                                | —                                                |                                                  |                                                  |                                                  |                                                  |
| Cấp bổ nhiệm                                     | —                                                | —                                                | —                                                | —                                                | —                                                | —                                                | —                                                | —                                                | —                                                | —                                                | Đô đốc Hải quân Liên Xô (1955–1991)              |                                                  |                                                  |                                                  |